# Nónio Século XXI
O programa  Nónio-Século XXI foi um programa educativo português criado em 4 de outubro de 1996 e que terminou em finais de 2002.
A criação deste programa constitui uma homenagem ao matemático, geógrafo e pedagogo Pedro Nunes (1502-1578), um dos sábios que mais contribuiu para a projeção e consolidação da empresa portuguesa dos Descobrimentos e para a afirmação da cultura científica, de que foi um dos mais brilhantes precursores.
O nónio é um instrumento de medida de grande precisão. É assim um símbolo de rigor e de melhor conhecimento da realidade que nos cerca. Também hoje as tecnologias de informação e comunicação são instrumentos de rigor e de conhecimento - não são fins em si mesmas. Eis porque se adopta esta designação, que se orienta claramente para o futuro, através da referência ao novo século cujas bases lançamos com a Educação.
A evolução acelerada das tecnologias da informação e o seu impacto na sociedade em geral motivaram, com efeito, no âmbito do sistema educativo, uma atenção especial, expressa na concepção e desenvolvimento de programas específicos, sobretudo a partir de 1985.

## Objetivos
É criado o Programa Nónio-Século XXI que se destina à produção, aplicação e utilização generalizada das tecnologias de informação e comunicação no sistema educativo, tendo em vista, nomeadamente (Despacho Nº 232/ME/96):
- a melhoria das condições em que funciona a escola e o sucesso do processo de ensino-aprendizagem;
- a qualidade e a modernização da administração do sistema educativo;
- o desenvolvimento do mercado nacional de criação e edição de software para educação com finalidades pedagógico-didácticos e de gestão;
- a contribuição do sistema educativo para o desenvolvimento de uma sociedade de informaão mais reflexiva e participada.

## Estratégias
- Sub-Programa I - Aplicação e Desenvolvimento das Tecnologias de Informação e Comunicação (TIC) no sistema educativo:

1) Acreditação de Centros de Competência com projectos em áreas pedagógico/tecnológicas de carácter genérico ou vocacionadas a sectores específicos da escola;
2) Apoio financeiro à criação ou desenvolvimento de Centros de Competência acreditados nos termos da medida 1 deste Sub-Programa;
3) Apoio financeiro aos projectos apresentados por escolas dos ensinos básico ou secundário associadas ou não a outras escolas, desde que devidamente acompanhadas por Centros de Competência;
4) Apoio logístico e financeiro à introdução de novas tecnologias de informação e comunicação no sistema educativo de modo generalizado, na sequência de decisões tomadas centralmente como consequência da avaliação das experiências realizadas no âmbito das outras medidas e sub-programas ou directamente orientadas para a satisfação de necessidades do sistema de âmbito nacional.
- Sub-Programa II - Formação em TIC:

1) Definição de áreas tecnológicas de intervenção prioritária e concepção dos modelos de acções de formação que garantam a satisfação das necessidades nomeadamente as determinadas pelo apetrechamento das escolas;
2) Incentivos à criação de gabinetes nos Centros de Formação de Associações de Escolas destinados a apoiar a elaboração de projectos que as escolas deverão candidatar ao Programa Nónio no âmbito da medida 3 do Sub-Programa I;
3) Promoção da acreditação das acções de formação referidas em 1 e 2 pelo Conselho Científico Pedagógico da Formação Contínua;
4) Apreciação e emissão de pareceres sobre os projectos de formação com incidência no âmbito do Programa, independentemente da entidade titular da iniciativa, tendo em vista a estratégia integradora do mesmo.
- Sub-Programa III - Criação e Desenvolvimento de Software Educativo:

1) Lançamento de concursos nacionais destinados à selecção de produtos nas seguintes áreas prioritárias:
1.1) Software para a gestão e organização educativa;
1.2) Materiais de apoio à utilização das TIC em Educação;
1.3) Software Educacional.
2)Dinamização de iniciativas de mercado editorial.
- Sub-Programa IV - Difusão de Informação e Cooperação Internacional:

1) Concurso Nacional de Projectos de Informação sobre Educação;
2) Apoio à organização de congressos, simpósios, seminários e outras reuniões com carácter científico/pedagógico em Portugal e no estrangeiro.

## Actividades
- Consulta e pesquisa de dados;
- Produção e edição de informação;
- Animação e Ocupação de Tempos Livres;
- Selecção e análise;
- Organização e gestão da informação;
- Intercâmbio com escolas/instituições

## Recursos
- Espaço físico: sala de aula; laboratório, biblioteca, outros.
- Informáticos: software educativo, acesso à Internet, rede local, condições de videoconferência, homepage.

## Produtos previstos
- Apetrechar com equipamento multimédia as escolas dos ensinos básico e secundário e acompanhar com formação adequada, inicial e contínua, os respectivos docentes visando a plena utilização e desenvolvimento do potencial instalado;
- Apoiar o desenvolvimento de projectos de escolas em parceria com instituições especialmente vocacionadas para o efeito, promovendo a sua viabilidade e sustentabilidade;
- Incentivar e apoiar a criação de software educativo e dinamizar o mercado de edição;
- Promover a introdução e generalização no sistema das tecnologias de informação e comunicação resultantes das dinâmicas referidas em b) e c), que permitam satisfazer as necessidades e garantam o desenvolvimento do sistema educativo;
- Promover a disseminação e intercâmbio, nacional e internacional, de informação sobre educação, através nomeadamente da ligação em rede e do apoio à realização de congressos, simpósios, seminários e outras reuniões com carácter cientifíco-pedagógico.

## Avaliação
A avaliação global do programa Nónio século XXI, está organizada em três partes:
- fichas síntese dos projectos (da responsabilidade das escolas, inclui a descrição do projecto e o seu balanço/efeitos - actividades desenvolvidas, formação realizada e materiais produzidos);
- relatório de avaliação;
- entrevistas realizadas nas escolas.

## Página principal
Tecnologias na educação em Portugal